# 约翰·鲁尼
約翰·理察·朗尼（英語：John Richard Rooney，1990年12月17日—）出生於英格蘭默西賽德郡利物浦，具有爱尔兰人血統，是一名足球運動員，司職前鋒，現時效力英格蘭足球全國聯賽球會史托港。
約翰是德比郡足球俱乐部教練韦恩·鲁尼的弟弟。

## 生平

### 球會
約翰·朗尼與他的兄弟們一同於愛華頓青訓系統受訓，惟於14歲時被棄用。他於2007年加盟英乙球會馬爾斯菲的足球學院，當時約翰仍就讀其中學最後的一年，球隊與其學校取得協議，讓他週一與週二隨青年隊訓練，週三傍晚參加足球學院，而週日則為U-16青年隊上陣。同年暑假表現出色的約翰獲提供兩年獎學金。
約翰於2008年3月24日主場對班列特於完場前首次後補為一隊上陣；季末對車士打更首次獲派正選上陣。7月14日約翰簽署為期兩年的首份職業合約。
在2008/09年球季獲得數場後補上陣機會後，於2009年3月14日主場迎戰般尼茅夫再次正選上陣；兩週後作客杜根咸射入個人首個入球；4月11日作客車士打，約翰再下一城，於離門20碼「窩利」射入先拔頭籌。首個正式球季在聯賽上陣14場，其中10場擔任正選，射入兩球。
約翰的表現吸引一眾英超球會的注目，但2009/10年球季他的腳風不順，直到2009年10月6日英格蘭聯賽錦標2-4負於卡素爾才射入首球；10天後作客車頓咸才打破本季9場聯賽的入球荒。2010年2月約翰獲邀到英冠球會試訓1週，並參與預備隊對的賽事，但賽事因大雪取消，打比郡領隊尼祖·哥洛夫表示對約翰操練表現滿意，仍需觀察實戰表現才決定來季會否提供合約。約翰於3月3日代表打比郡預備隊上陣對，踢足全場90分鐘，賽後返回馬爾斯菲。
最終尼祖·哥洛夫決定放棄約翰，兩季以來僅為馬爾斯菲射入4球，雖然球隊仍然提供新合約，但他在季後在一支英甲球隊跟操而沒有續約。
季前約翰跟隨哈德斯菲爾德試訓，但無法贏得一紙合約。他其後轉赴美國參加不同球隊的試訓，並與美國職業足球大聯盟簽約參加2011年「美職聯超級選秀會」（MLS SuperDraft），於第二輪第25選獲紐約紅牛相中。
2012年10月25日，約翰·朗尼加盟英冠班士利，合約至2013年夏季。但加盟後從未為球會正式上場，至2013年5月9日，班士利宣佈放棄約翰·朗尼。
2013年7月10日，約翰·朗尼加盟英乙貝利，合約為期一年。

### 國家隊
約翰·朗尼雖然在英格蘭出生，亦具有代表愛爾蘭參加國際賽的資格，他曾表示願意為愛爾蘭效力。

## 私人生活
約翰·朗尼遷入哥哥位於柴郡切爾滕納姆（Prestbury）的居所，距離馬爾斯菲主場僅20分鐘車程，方便他日常往返。當時仍為學徒球員身份賺取週薪150英鎊的約翰被隊友取笑，如付不起租金，只好為哥哥買杯麵填數。

## 外部連結
- 足球数据库：約翰·朗尼的球员统计数据
- 馬爾斯菲官網簡歷 （页面存档备份，存于）
- The other Rooney （页面存档备份，存于）